# ريوتارو هيراماتسو
ريوتارو هيراماتسو (باليابانية: 平松 遼太郎) (مواليد 5 أبريل 1996) هو لاعب كرة قدم ياباني.

## وصلات خارجية
- ريوتارو هيراماتسو على موقع رابطة كرة القدم اليابانية للمحترفين (اليابانية)
- ريوتارو هيراماتسو على موقع Soccerway.com (الإنجليزية)